# Basilica di Santa Maria degli Angeli e dei Martiri

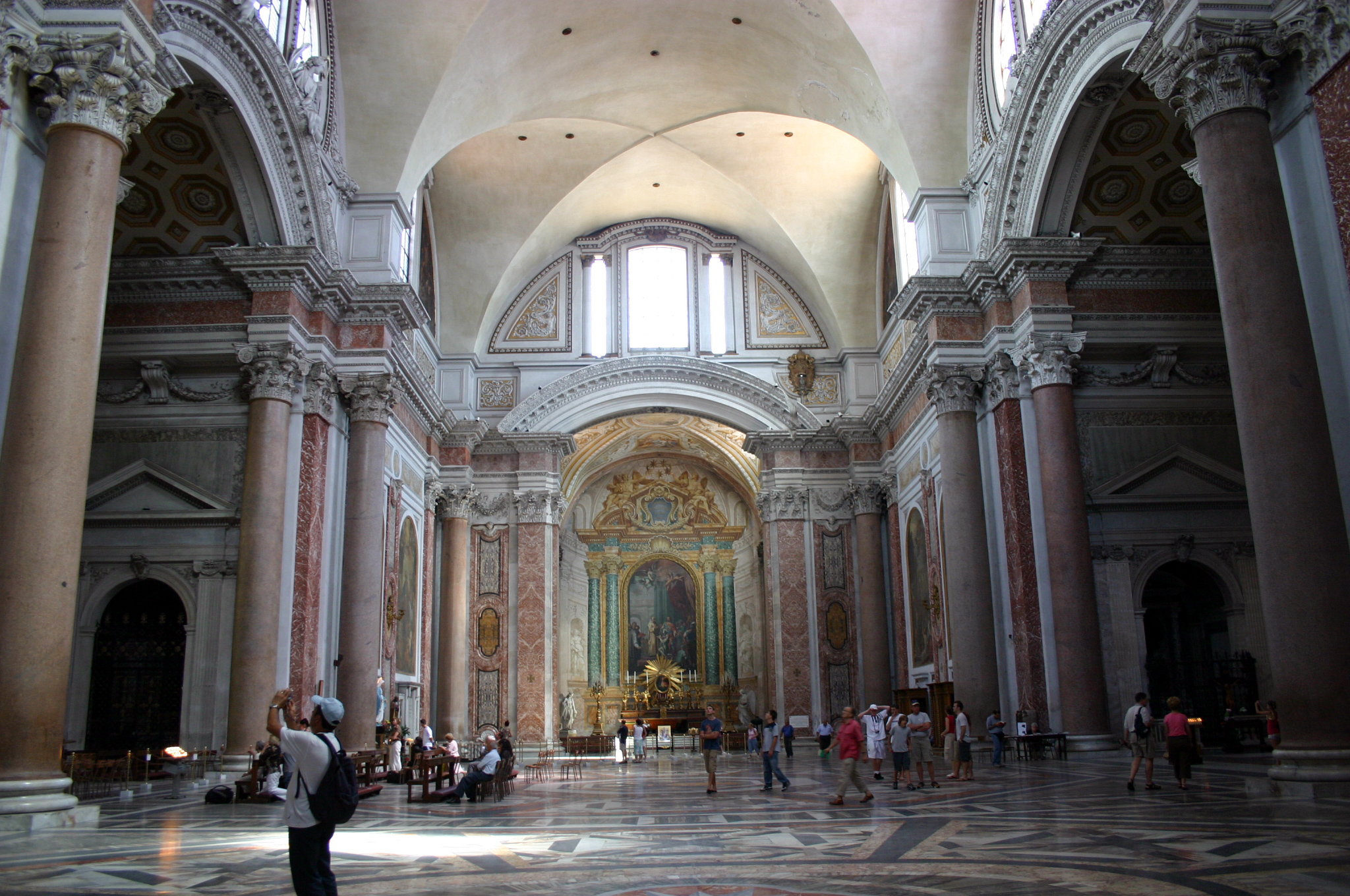
Il transetto con volte a crociera

La basilica di Santa Maria degli Angeli e dei Martiri è un luogo di culto cattolico che si trova in piazza della Repubblica a Roma.
È la chiesa dove si svolgono le cerimonie ufficiali della Repubblica Italiana.

## Storia
L'edificio è nato dalla sistemazione nel 1562, a opera di Michelangelo Buonarroti, dell'aula centrale (frigidarium) delle Terme di Diocleziano, per disposizione del papa Pio IV su istanza del sacerdote siciliano Antonio del Duca, zio del fedele discepolo di Michelangelo, Giacomo Del Duca.
Antonio Del Duca sollecitò a lungo la costruzione, a seguito di una visione avuta nell'estate del 1541, quando avrebbe visto una «luce più che neve bianca» che si ergeva dalle Terme di Diocleziano con al centro i sette martiri (Saturnino, Ciriaco, Largo, Smaragdo, Sisinnio, Trasone e il papa Marcello I); questo lo avrebbe convinto che doveva sorgere un tempio dedicato ai sette Angeli, quindi segnò il nome dei sette angeli sulle colonne all'interno del frigidarium. Così cominciò a ideare una possibile costruzione della chiesa dedicata ai sette angeli e ai sette martiri, ma il pontefice Paolo III non sostenne l'idea..
Nel 1543 Del Duca fece realizzare un quadro raffigurante la Madonna fra sette angeli, copia del mosaico della Basilica di San Marco, attualmente posto al centro dell'abside della chiesa. Con l'elezione del papa Giulio III i nipoti del papa realizzarono un recinto di caccia e maneggio per cavalli all'interno delle terme, ma con il pontificato del papa Marcello II e del papa Paolo IV cominciarono a verificarsi le condizioni per la realizzazione della basilica. La chiesa così nacque a seguito della bolla pontificia del papa Pio IV del 27 luglio 1561 e prese il nome di Beatissimæ Virgini et omnium Angelorum et Martyrum.

### Progetto di Michelangelo

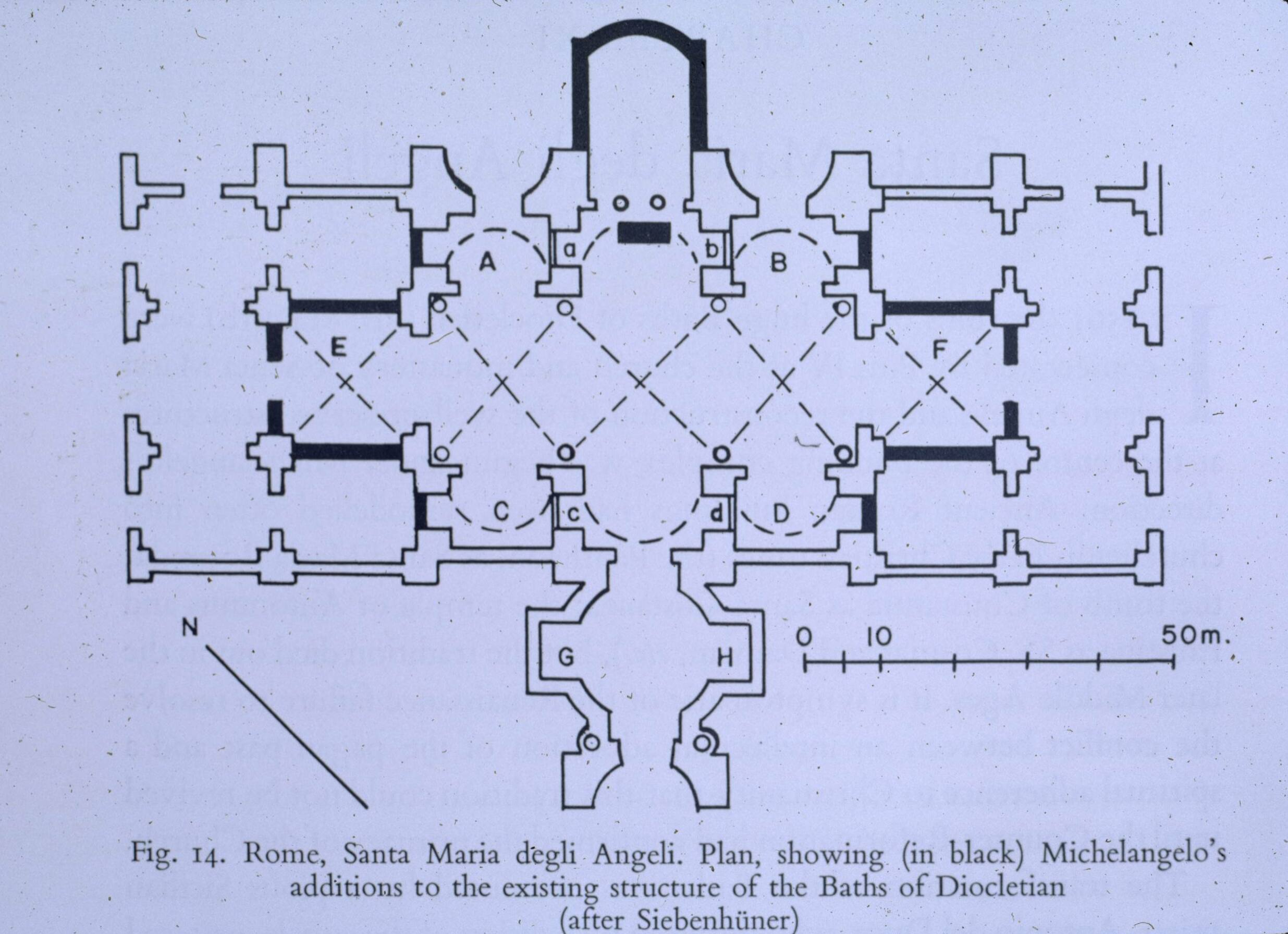
Planimetria con evidenziate (in nero) le aggiunte di Michelangelo alla struttura termale originale

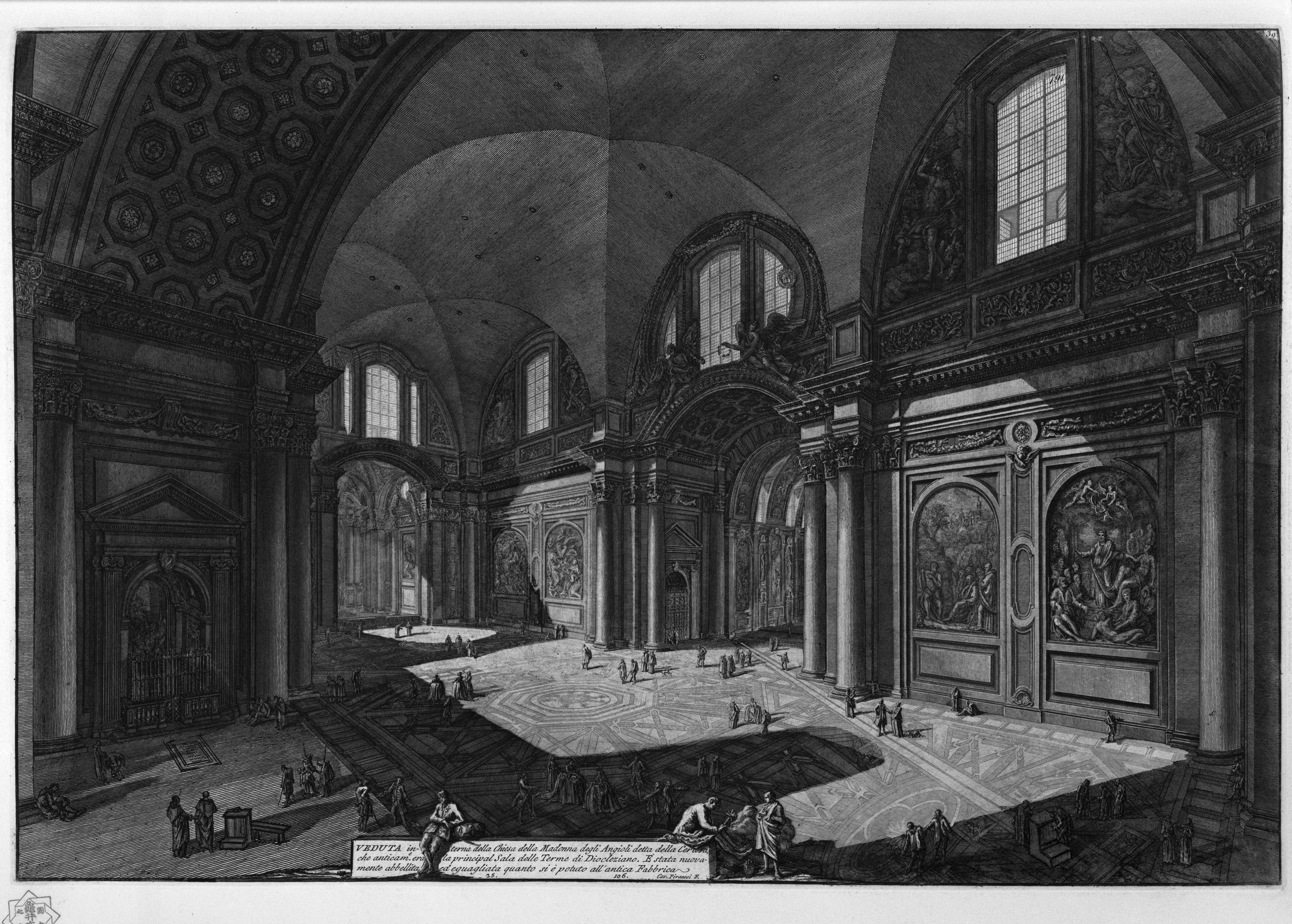
Interno della basilica in un'incisione di Giovanni Battista Piranesi

Pio IV affidò il progetto nel 1561 all'anziano Michelangelo che all'epoca stava lavorando alla Basilica di San Pietro.
Michelangelo intervenne nel complesso termale restaurando l'aula del tepidarium e dimostrando un atteggiamento moderno e non distruttivo nei confronti dei resti archeologici. Si limitò a delimitare, con pochi setti murari tre campate contigue, coperte a crociera, a cui furono aggiunte due cappelle laterali quadrate, creando così un edificio ecclesiastico singolare per la sua epoca, con una spazialità dilatata latitudinalmente anziché longitudinalmente, nonostante il parere dei committenti. L'asse principale partiva dal vestibolo, ricavato da un piccolo vano adibito a ninfeo di passaggio verso il calidarium e si concludeva nel coro ricavato nella zona della natatio. Al tempo michelangiolesco esistevano altri due ingressi ai lati del transetto.
I lavori proseguirono anche dopo la morte di Michelangelo a cura di Giacomo Del Duca, nipote di Antonio. I lavori si protrassero fino alla metà del XVIII secolo quando furono chiuse le entrate laterali del transetto mediante le cappelle di San Bruno e la cappella Niccolò Albergati.

### Intervento vanvitelliano
Nel XVIII secolo si segnalano i lavori di Luigi Vanvitelli (1750), che decorò nello stile dell'epoca il sobrio interno voluto da Michelangelo di cui non rimane alcuna documentazione. Il Vanvitelli intervenne anche per ricreare un'uniformità architettonica che si era persa con vari interventi successivi a Michelangelo.
Tramite otto colonne in muratura si delimitò una composizione nel passaggio fra il vestibolo e la crociera e tra la crociera stessa e il presbiterio, mentre sulla facciata che affaccia su Piazza dell'esedra collocò un portale a timpano, architettura tipica della struttura romana termale, raccordate alla chiesa tramite lesene e fasce orizzontali. Inoltre, Vanvitelli sistemò tutti i dipinti provenienti dalla Basilica Vaticana; Vanvitelli curò anche il trasporto a Santa Maria degli Angeli delle grandi pale d'altare della Basilica di San Pietro in Vaticano, sostituite da copie a mosaico per ragioni conservative (erano minacciate dall'umidità). Santa Maria degli Angeli risultò così una ricchissima pinacoteca con opere dal XVI al XVIII secolo, dal Martirio di San Sebastiano del Domenichino, alla Caduta di Simone Mago di Pompeo Batoni, al Battesimo di Gesù di Carlo Maratta, alla Messa di San Basilio di Pierre Subleyras. Nel transetto è anche collocata una pala di Giovanni Odazzi.

### Dopo Vanvitelli
Nella chiesa sono sepolti Pio IV, Salvator Rosa, Carlo Maratta, nonché i tre maggiori artefici della vittoria italiana nella prima guerra mondiale, Armando Diaz, Paolo Thaon di Revel e Vittorio Emanuele Orlando. Attualmente è spesso usata per funerali di Stato o di personaggi dell'Esercito Italiano. La Basilica è stata la cornice del matrimonio di Vittorio Emanuele III di Savoia re d'Italia (ancora principe ereditario all'epoca delle nozze) e della principessa Elena del Montenegro, figlia del re Nicola del Montenegro, avvenuto il 24 ottobre 1896. Nell'annesso monastero dei Certosini, anch'esso ricavato dalle terme di Diocleziano, è stata sistemata una delle sezioni del Museo nazionale romano.
Con l'Unità d'Italia vennero allontanati i padri certosini dalla chiesa e dal relativo monastero; in un primo momento la zona claustrale fu lasciata ai militari, indi ai frati di Francesco da Paola e infine al clero diocesano. Con le nozze di Vittorio Emanuele III questa basilica divenne chiesa di Stato, rango che conserva tuttora; il 20 luglio 1920 il papa Benedetto XV elevò la chiesa a basilica minore.

## Architettura

### Ingresso esterno

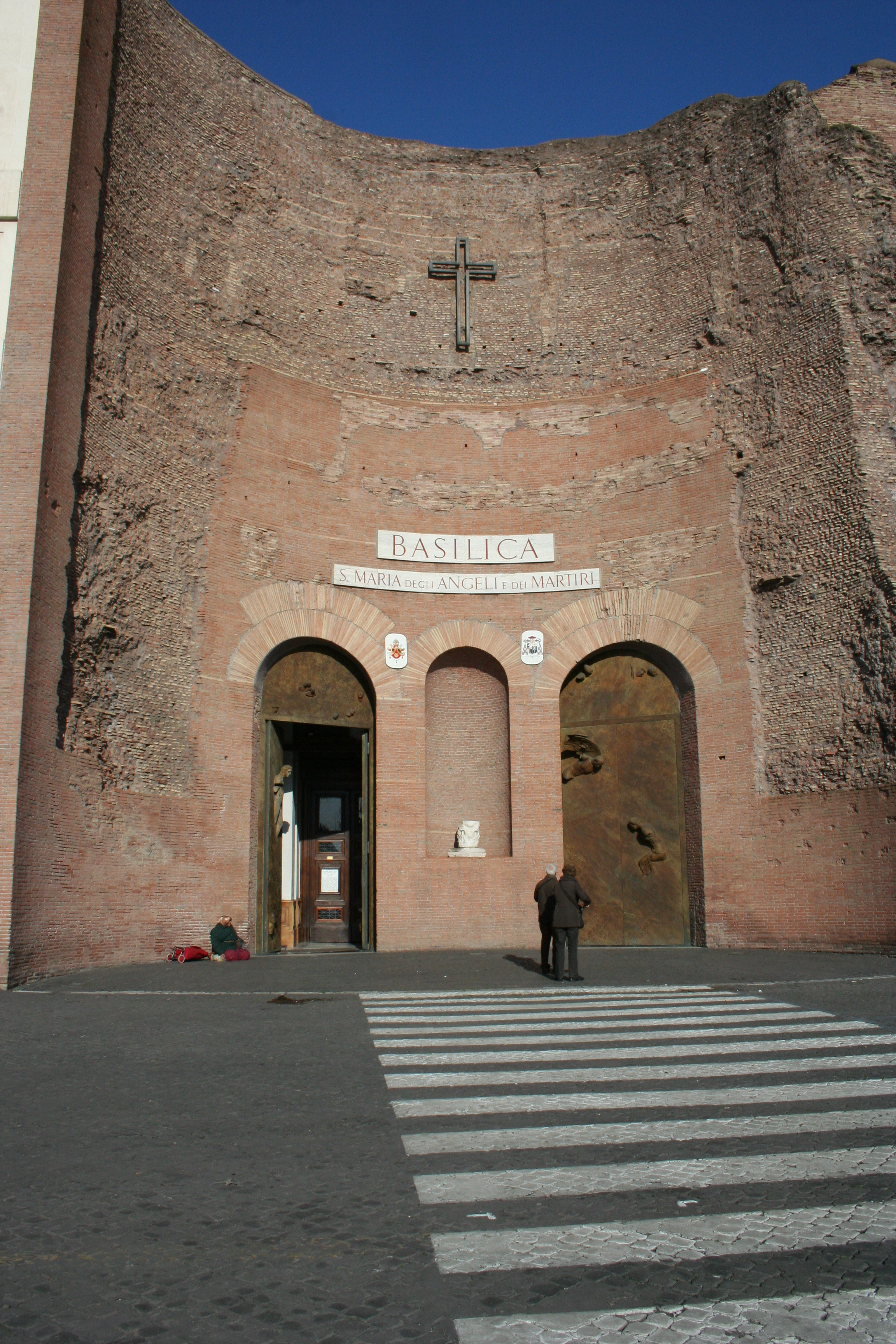
L'ingresso

I restauri degli inizi del XX secolo eliminarono la facciata del Vanvitelli nel 1911, e la trasformarono in un nicchione a esedra con due ingressi ad arco, con l'intento di riportare l'aspetto a quello originario. Il 28 febbraio 2006 le vecchie porte lignee furono sostituite con quelle nuove, realizzate dallo scultore polacco Igor Mitoraj.
La porta di destra
Questa porta ha come tema l'Annunciazione: l'anta sinistra raffigura in alto un angelo, l'anta destra raffigura, più in basso, la Vergine Maria, uno sfondo raffigura il mondo. Sulla lunetta vi è una schiera di angeli rappresentati con la sola testa bendata e un corpo di una giovane acefala.
La porta di sinistra
Questa porta rappresenta la Resurrezione: l'anta di sinistra raffigura la crocifissione (una figura umana in cui è incavata profondamente la figura di una croce); sullo sfondo vi sono una testa bendata e una palma. Sulla lunetta vi sono delle figure rappresentanti i martiri.
Le lunette vogliono richiamare il nome della basilica con gli angeli e i martiri. Sul retro delle porte vi sono dei pannelli raffiguranti quattro arcangeli.

### Vestibolo circolare
È un'aula di passaggio a pianta circolare con soffitto a cupola dove probabilmente, ai tempi dell'antica Roma, vi era il ninfeo delle Terme di Diocleziano. Questa sala era ospitata tra il calidarium, oggi scomparso, e il tepidarium, e venne inclusa nell'asse longitudinale della chiesa da Michelangelo Buonarroti, il quale vi inserì quattro edicole con timpano, le quali conservarono dei monumenti funebri

#### Monumenti funebri del vestibolo circolare

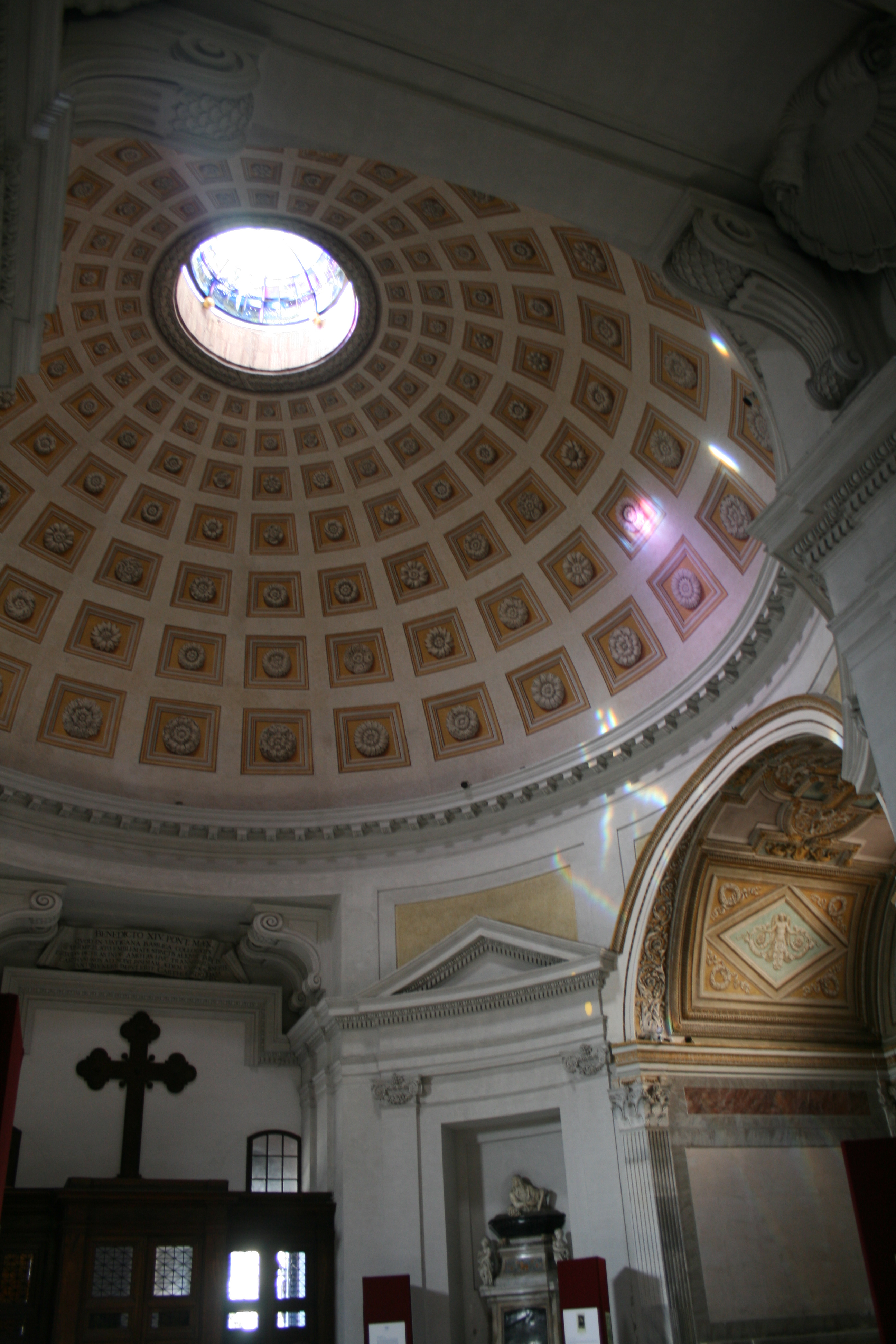
Interno del vestibolo

Monumento funebre a Carlo Maratta
Carlo Maratta progettò la cappella di San Bruno nella quale dipinse Il battesimo di Gesù. Maratta progettò anche il suo monumento funebre, il cui busto in marmo fu realizzato da Francesco Maratta, noto anche come Francesco Moratti (tra i due non vi era alcun legame di parentela).
Monumento al cardinale Francesco Alciati
È posto in un'edicola con timpano sorretto da colonne ioniche. Fu costruito tre anni dopo la sua morte. La sua costruzione è attribuita a Jacopo Del Duca secondo Vanvitelli e a Giovan Battista Della Porta secondo A. Schiavo. Consta di un sarcofago poggiante su un piedistallo con un busto e al centro uno stemma, il tutto viene sorretto da quattro paraste.
Monumento funebre al cardinale Pier Paolo Parisio
Fu eretto nel 1604 in onore del cardinale Parisio da suo nipote Flaminio, vescovo di Bitonto. Ricorda lo stile michelangiolesco della tomba di fronte..
Monumento a Salvator Rosa
Fu dedicato al padre dal figlio Augusto, nel 1673. Il monumento raffigura il pittore che fuoriesce dal sarcofago sorretto da un basamento sul quale sono collocati due putti che simboleggiano la pittura e la poesia, costruiti da Bernardino Fioriti.

#### Cappelle del vestibolo circolare
Cappella del Crocifisso
Fu edificata nel 1575, come attesta un'iscrizione sotterranea, per il ricco banchiere romano Girolamo Ceuli. La tela d'altare, attribuita a Giacomo della Rocca (che decorò anche gli affreschi della volta, restaurati poi malamente nel 1838) raffigura un crocifisso. Nella parete sinistra vi è la tomba di Pietro Tenerani a edicola con timpano sorretta da colonne ioniche al cui centro vi è un busto raffigurante l'artista. Sul basamento vi è una porta che raffigura il passaggio all'Ade. Sul lato opposto vi è il monumento alla moglie di Tenerani, Lilla Montabbiio, a forme di semplice edicola con timpano e colonne corinzie.
Cappella della Maddalena e Battistero
Fu costruita da Consalvo Alvaro di Giovanni nel 1579. La pala d'altare con l'epitaffio Noli me tangere è attribuito da alcuni a Cesare Nebbia e da molti altri a Arrigo Fiammingo. Nel dipinto vi è raffigurato Gesù che appare risorto alla Maddalena sotto forma di giardiniere e una volta riconosciuto, per non farsi toccare, esclama appunto la frase «noli me tangere».

#### Altre opere site nella sala
L'angelo della luce
La scultura, in bronzo, fu realizzata da Ernesto Lamagna al termine del Giubileo del 2000. È l'ultimo degli angeli posti nella basilica. Si discosta dalle altre figure angeliche poste nella basilica per via della sua modernità, in stile "barocco-futuristico". Per invecchiare il bronzo, Lamagna ha usato degli acidi particolari che hanno lasciato sulla statua una patina grigio-ferro cosparsa di crepe, fessure e buchi, ottenendo un risultato simile a quello di Michelangelo che sotterrava le sue opere per invecchiarle.

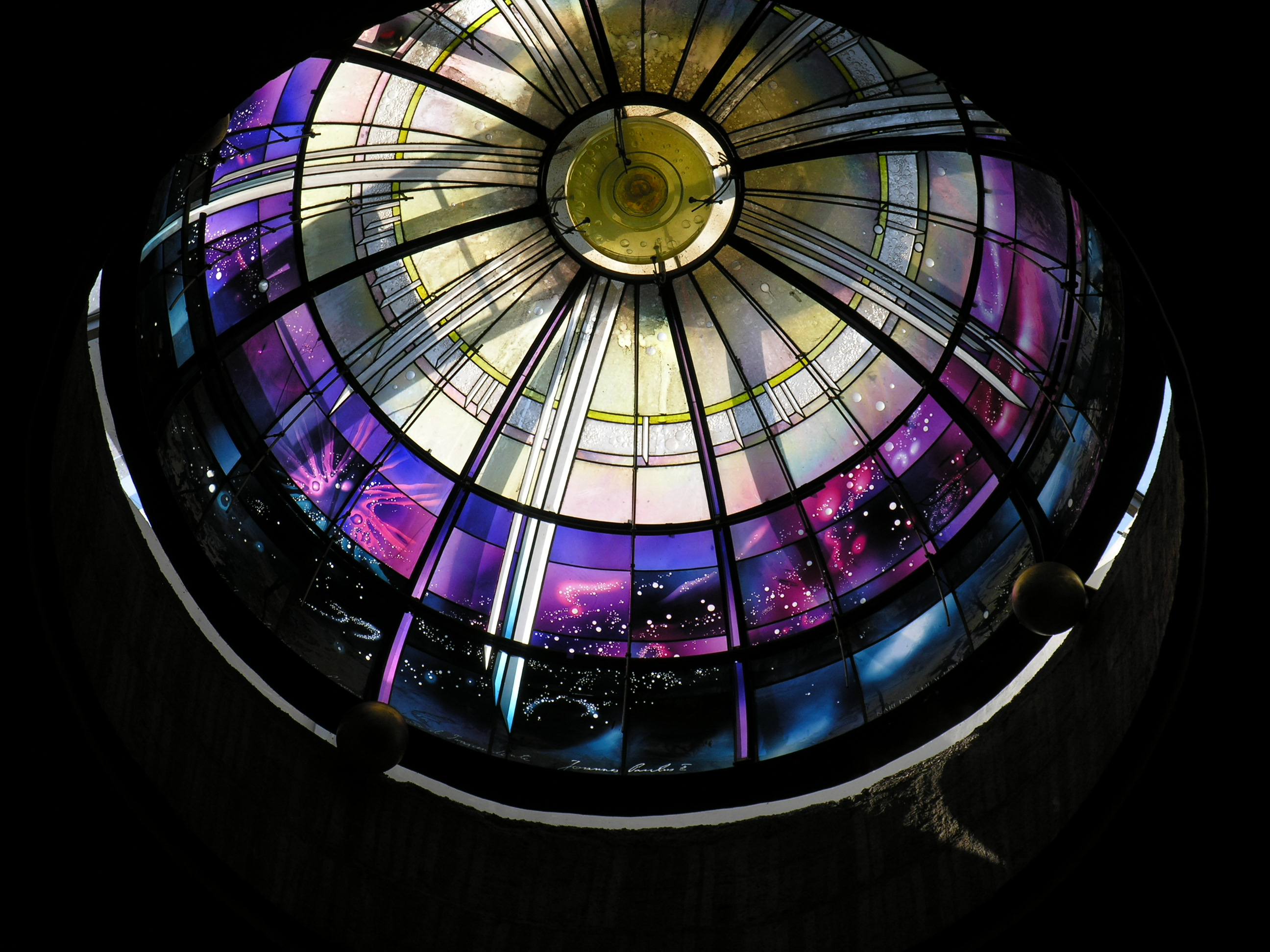
La cupola in vetro di Quagliata

Lanterna in vetro Luce e tempo
In epoca romana la cupola aveva al centro un'apertura circolare che consentiva all'acqua piovana di penetrare e di finire nella piscina sottostante. Con la trasformazione delle terme di Diocleziano in chiesa si è resa necessaria la chiusura dell'oculo con una vetrata. Michelangelo e Vanvitelli vi installarono delle lanterne successivamente demolite. Nel secolo scorso vi furono installate delle lanterne che in seguito si sono rivelate inadatte a resistere alle intemperie. La nuova lanterna, opera dell'artista italo Narcissus Quagliata, ha un diametro di circa due metri ed è suddivisa in otto spicchi composti da ventiquattro lastre di vetro multicolore, all'interno delle quali trovano posto tre lenti astronomiche collocate ad altezze differenti. Le tre lenti sono collocate in modo da convergere i raggi del Sole verso il basso, proiettando sul pavimento una luce rosa che avanza molto lentamente sul pavimento stesso creando l'illusione del movimento terrestre nello spazio, e che raggiunge il centro esatto del pavimento nei due equinozi e nei solstizi indicando il mezzogiorno a Roma.

### Passaggio voltato verso la crociera

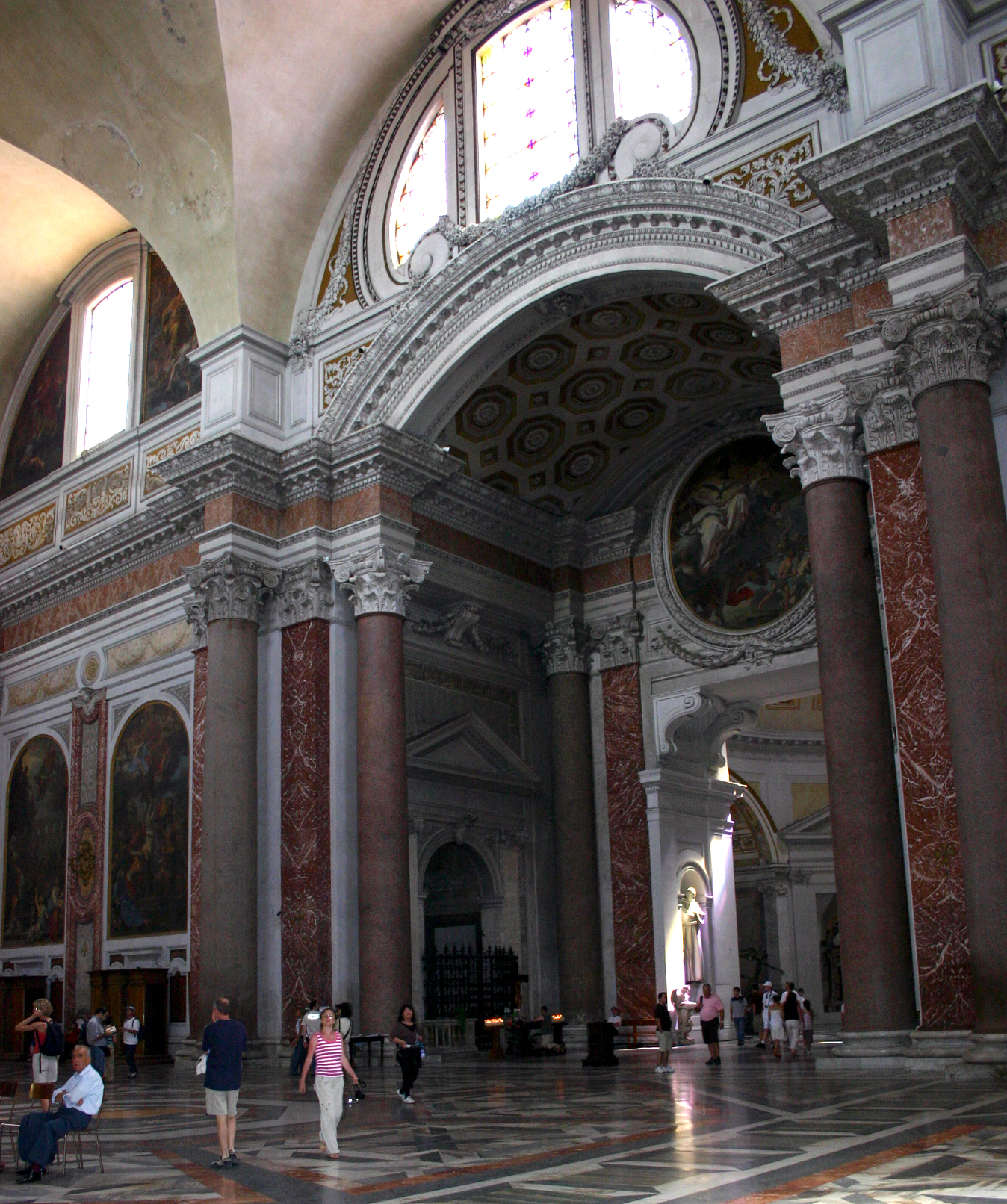
Il passaggio voltato visto dalla crociera

Un locale riadattato da Vanvitelli mediante quattro colonne in gesso, dipinto a sembrare marmo, simili a quelle del transetto in granito rosso. In questa sala vi sono un dipinto ovale di Francesco Trevisani raffigurante la cacciata dal paradiso terrestre e una statua raffigurante un angelo che sorregge un'acquasantiera.

#### Opere nel passaggio voltato verso la crociera
Statua di San Bruno
La statua di marmo fu scolpita da Jean-Antoine Houdon tra il 1766 e il 1768 insieme a quella di San Giovani Battista, sita di fronte e distrutta nel 1894. Il santo è raffigurato con il saio, le braccia conserte e la testa china in posa riflessiva.
Cappella di San Brunone o Aldobrandini
Fu costruita nel 1620 a spese di monsignore Bartolomeo Povusinski. Sull'altare vi è un quadro raffigurante San Brunone, di anonimo seicentesco. Il prospetto, in stile michelangiolesco, è di Vanvitelli.
Cappella di San Pietro o Aragonesi
La cappella fu costruita da Pietro Alfonso Avignonese nel 1635 ha la facciata progettata dal Vanvitelli. Sull'altare vi è un paliotto. Sopra l'altare vi è un dipinto di Girolamo Muziano raffigurante la consegna delle chiavi. Sulle pareti vi sono raffigurati San Pietro liberato da un angelo e I santi Pietro e Paolo di M. Carloni. Al centro è posta una testa in marmo di Carrara donata da Igor Mitoraj.

### Transetto

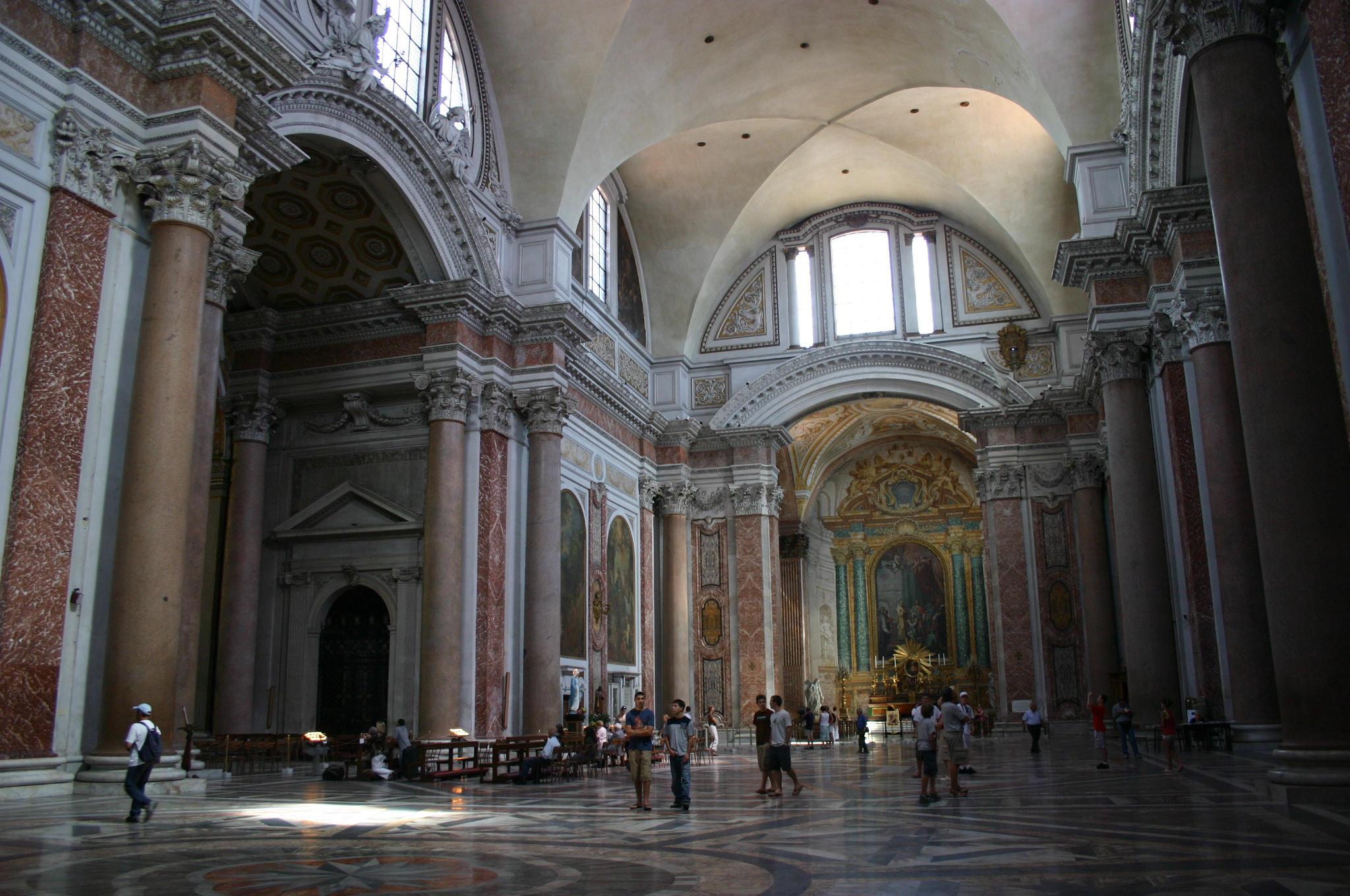
Il transetto

Il transetto è posto nell'antico frigidarium delle Terme di Diocleziano; subì varie ristrutturazioni eseguite da Michelangelo, Del Duca e Vanvitelli. Ciascuno dei tre artisti rispettò la struttura originaria della costruzione romana, fra cui le dimensioni originali: l'altezza delle volte a crociera è di 29 metri e le colonne, compresa la base del capitello e la trabeazione raggiungono i 17,14 metri, mentre la loro circonferenza è di 5,10 metri e il loro diametro di 1,62 metri. Le pareti sono adornate di paraste e lesene dipinte a imitare il marmo rosso di Cottanello, con delle riquadrature incorniciate in cui vi sono otto quadri originali provenienti dalla Basilica di San Pietro e posti in loco nella prima metà del XVIII secolo. L'illuminazione del transetto è garantita mediante dei finestroni termali negli archi di accesso alle cappelle laterali più altri finestroni ai lati a forma di mezzaluna; sopra queste mezzelune, Niccolò Ricciolini rappresentò dei profeti, sibille e condottieri. Solo i finestroni esistenti sugli archi d'accesso al vestibolo e al presbiterio, già esistenti all'epoca di Vanvitelli, sono differenti dagli altri: difatti constano di modanature con doppia voluta.

#### Meridiana

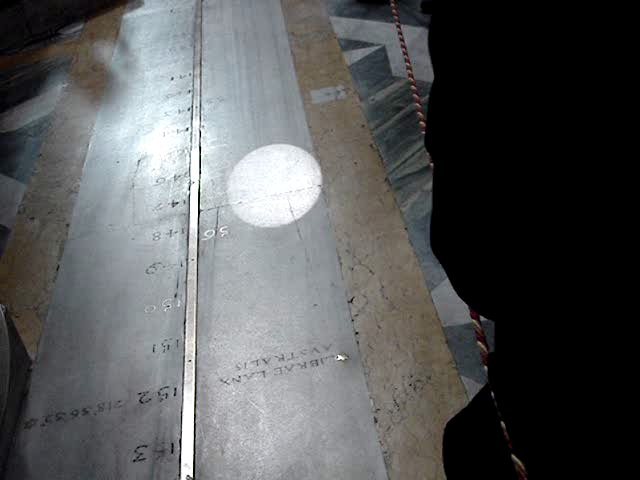
Il disco solare proiettato sulla meridiana poco prima del mezzogiorno solare

Sul pavimento costruito da Giuseppe Barberi si può notare, sul braccio destro del transetto, la meridiana ideata dal papa Clemente XI che la commissionò a Francesco Bianchini per il Giubileo del 1700; per la costruzione, Bianchini chiese l'affiancamento degli astronomi Giacomo Filippo Maraldi e Gian Domenico Cassini, quest'ultimo autore della meridiana di San Petronio a Bologna. Tutto intorno alla meridiana vi sono dei riquadri che rappresentano le costellazioni. Una lapide recente afferma che fu usata come orologio solare fino al 1846 quando fu sostituita dal cannone del Gianicolo. Lo scopo dell'installazione era di verificare empiricamentela correttezza del calendario gregoriano e di determinare la data della Pasqua nel modo più coerente possibile con i moti del Sole e della Luna.
Funge da gnomone il foro attraverso il quale la luce del Sole, al momento del suo passaggio al meridiano locale, cade in un punto variabile e misurato della linea di bronzo lunga circa 45 metri tracciata nel pavimento. L'avvicendarsi delle stagioni è rappresentato dalle figure dei segni zodiacali intarsiate in marmo disposte lungo la linea, che porta a un capo il segno del Cancro, a rappresentare il solstizio d'estate, e all'altro quello del Capricorno per il solstizio d'inverno.

#### Dipinti del transetto
La crocifissione di San Pietro
È una copia di un quadro di Passignano realizzato per la Biblioteca Vaticana da Nicola Ricciolini.
Primo quadro raffigurante La caduta di Simone Mago
È una copia realizzata da Pierre Charles Trémolières del quadro di Francesco Vanni che si trova sull'altare del Sacro Cuore a San Pietro. Il quadro narra della caduta di Simone Mago che voleva acquistare da San Pietro la facoltà di compiere miracoli. Il quadro simboleggia la supremazia dell'ortodossia cattolica sull'eresia.
Predica di San Girolamo
È l'ultima opera di Gerolamo Muziano con degli interventi, sullo sfondo, di Paul Brill. I toni luminosi dai riflessi argentei del quadro sono tipici della scuola bresciana. Inizialmente fu realizzato per l'altare di San Girolamo a San Pietro, ma successivamente trasportato in questa basilica.
L'Immacolata
Fu dipinta da Pietro Bianchi che realizzò quest'opera originariamente sita all'altare della cappella del coro a San Pietro ove ora vi è un mosaico copia di questo stesso quadro. Il quadro rappresenta l'Immacolata additata da Gregorio Nazianzeno, con Francesco d'Assisi e Antonio di Padova adoranti.
Resurrezione di Santa Tabita
Fu realizzata da Placido Costanzi per l'altare di Tabita nella Basilica Vaticana. Il dipinto fu trasportato in questa basilica dopo che fu sostituito da una copia in mosaico dello stesso quadro.
Secondo quadro raffigurante La caduta di Simone Mago
Fu dipinto da Pompeo Batoni nel 1765. Pare che il quadro non fosse nella serie originaria dei quadri trasferiti dalla Basilica Vaticana in questa basilica.
La messa di San Basilio
Fu realizzato da Pierre Subleyras per l'altare di San Basilio di San Pietro. Il quadro raffigura San Pietro mentre officia la messa davanti all'imperatore Valente: durante la celebrazione, l'imperatore cadde svenuto. Dopo essere stato trasportato in questa sede dalla basilica di San Pietro, nella stessa Basilica Vaticana, al suo posto, venne posta una copia in mosaico.

#### Transetto braccio sinistro
Monumento funebre ad Armando Diaz

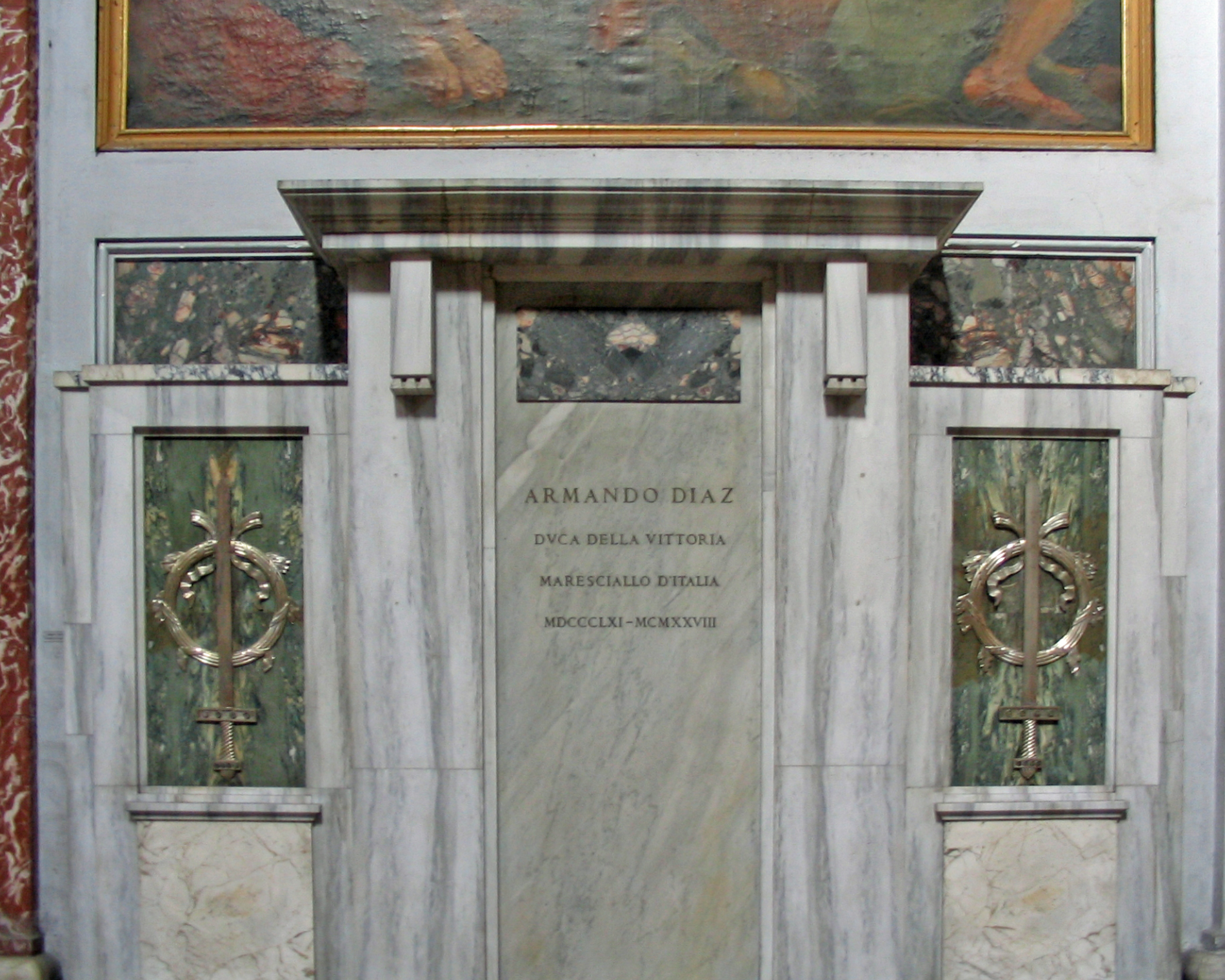
Tomba di Armando Diaz

Fu eretto nel 1920 da Antonio Muñoz in architettura liberty. Al centro vi è una stele con dedica al generale, ai due lati vi sono due marmi con fregi in bronzo rappresentanti una spada e una corona d'alloro.

#### Cappella del Beato Niccolò Albergati

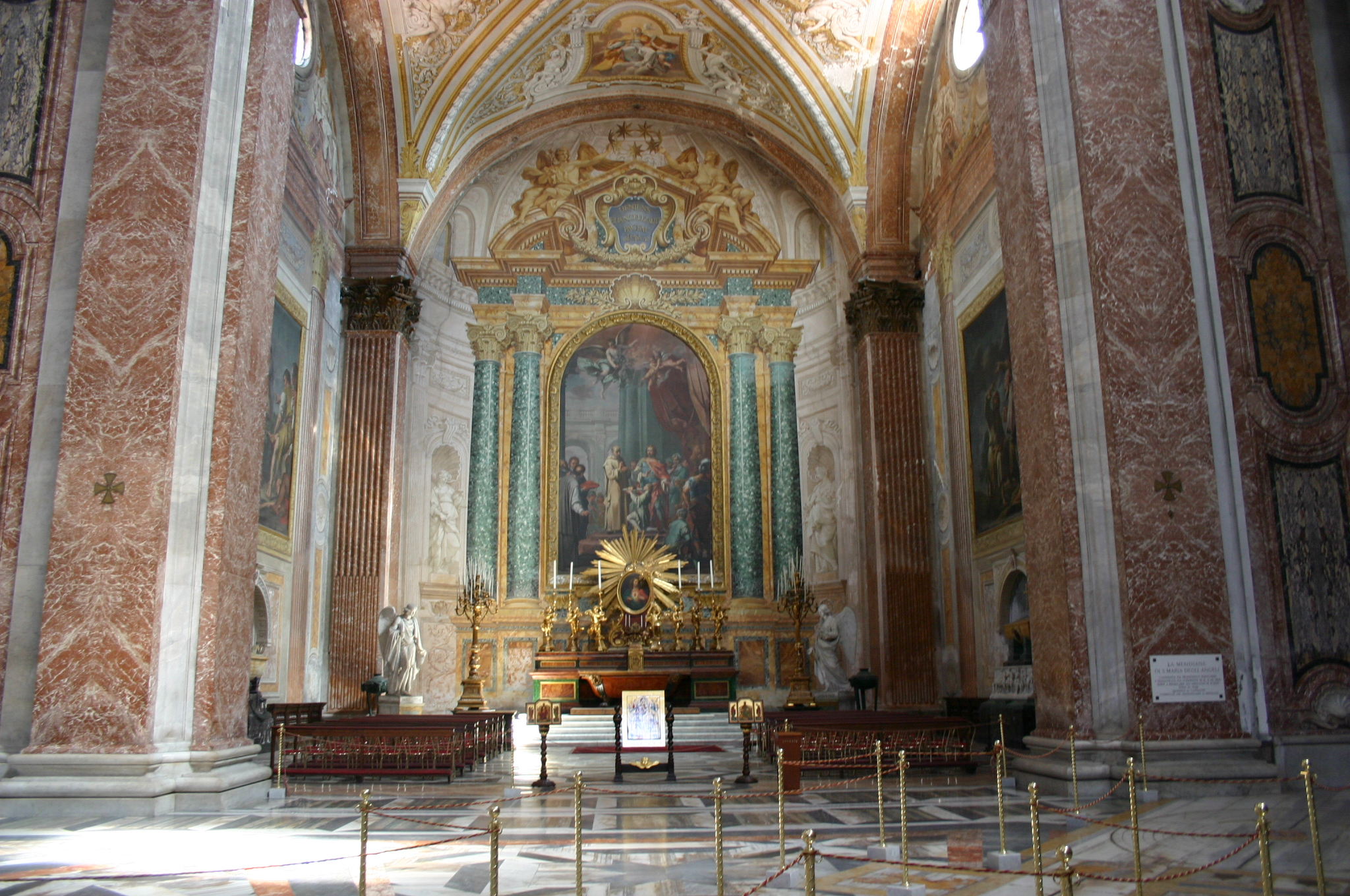
La cappella Albergati

È sita sul lato destro del transetto come capocroce. L'accesso è realizzato mediante un arco a sesto ribassato. Fu eretta dall'architetto Clemente Orlandi nel 1746. La volta è a crociera ornata da Antonio Bicchierai e Giovanni Mezzetti. Al centro della volta è rappresentato lo Spirito Santo tra i cherubini e nelle vele dei dipinti sono rappresentati dei dottori della chiesa. Sull'altare vi è un dipinto di Ercole Graziani dal titolo Un miracolo del beato Niccolò Albergati. Due tele di Francesco Trevisani dal titolo  Battesimo d'acqua e Battesimo di desiderio si trovano sopra i monumenti funebri. Ai lati dell'altare vi sono due statue in gesso donate nel 1834 da Federico Pettrich, raffiguranti gli Angeli della pace e della giustizia.
Monumento funebre a Vittorio Emanuele Orlando
Fu eseguito nel 1953 da Pietro Canonica. Il monumento posto a ridosso della parete comprende un sarcofago di color giallo di Siena con un medaglione centrale in bronzo. Il sarcofago è sorretto da rilievi in marmo di Carrara. Sopra vi è un arco, sempre in giallo di Siena, e sotto un basamento con dedica.
Monumento funebre all'ammiraglio Paolo Thaon di Revel
Fu eseguito nel 1948 da Pietro Canonica. Il monumento è semicircondato da un arco a trabeazione continua decorato. Il monumento vero e proprio è costituito dal sarcofago giallo di Siena a forma di nave e sostenuto da una base in rosso e nero.
Un miracolo di San Pietro
In origine si trovava nel Palazzo del Quirinale. Fu realizzato da Francesco Mancini. Il quadro rappresenta il miracolo di San Pietro a un paralitico presso Porta Speciosa. Una copia in mosaico di questo quadro è nella Basilica Vaticana.

#### Cappella di San Bruno

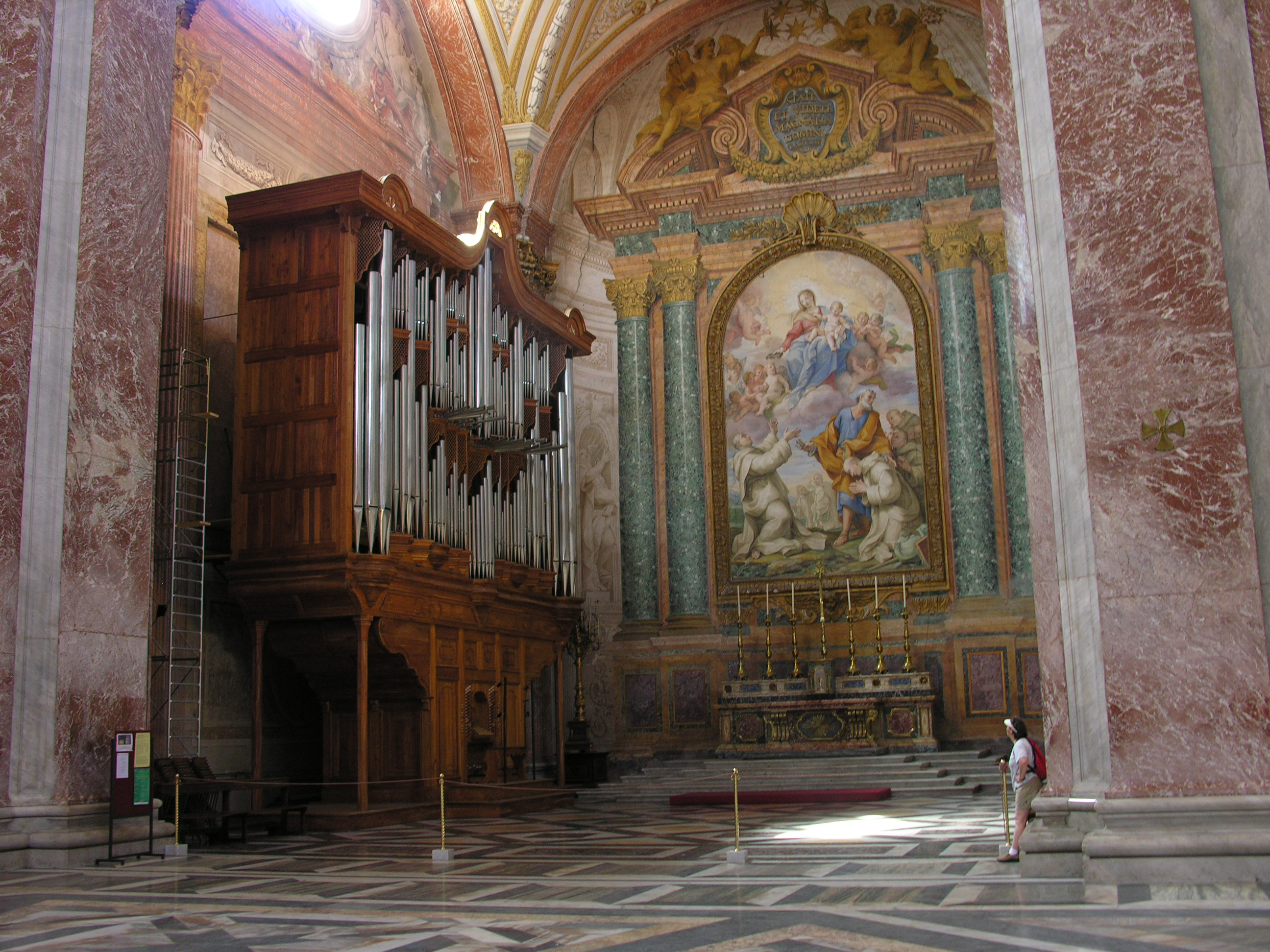
La cappella di San Bruno

Fu decorata su progetto di Carlo Maratta. L'altare è dipinto illusoriamente con quattro colonne di serpentino che sorreggono una trabeazione del frontone spezzato con stemma. Tutto intorno vi è un finto coro con delle nicchie di statue. Il coro con le finte architetture delle pareti è stato dipinto da Balletti e da Paradisi. Nel 1864 Francesco Fontana trasformò in marmo la mensa eucaristica. Gli affreschi della volta a crociera raffiguranti gli evangelisti sono di Andrea Procaccini. Sulla parete di destra vi sono le statue della Meditazione, del 1874, e della Preghiera, del 1875, che sono copie delle statue poste all'ingresso del Verano. Nella parete di sinistra è installato l'organo monumentale.
Battesimo di sangue
Due cartoni dipinti da Francesco Trevisani; questi dipinti insieme a quelli della Cappella Albergati compongono una trilogia sul battesimo, che può essere di tre tipi: d'acqua, di desiderio e di sangue (ovverosia con il martirio). Si tratta di cartoni preparatori in cui i disegni sono leggeri e superficiali, al contrario della versione in mosaico della basilica vaticana.
Apparizione della Vergine a San Bruno
Al centro dell'altare vi è la pala dipinta con la tecnica a olio da Giovanni Odazzi. Il quadro segna il passaggio dell'artista dal barocco al rococò.

### Passaggio voltato verso il presbiterio

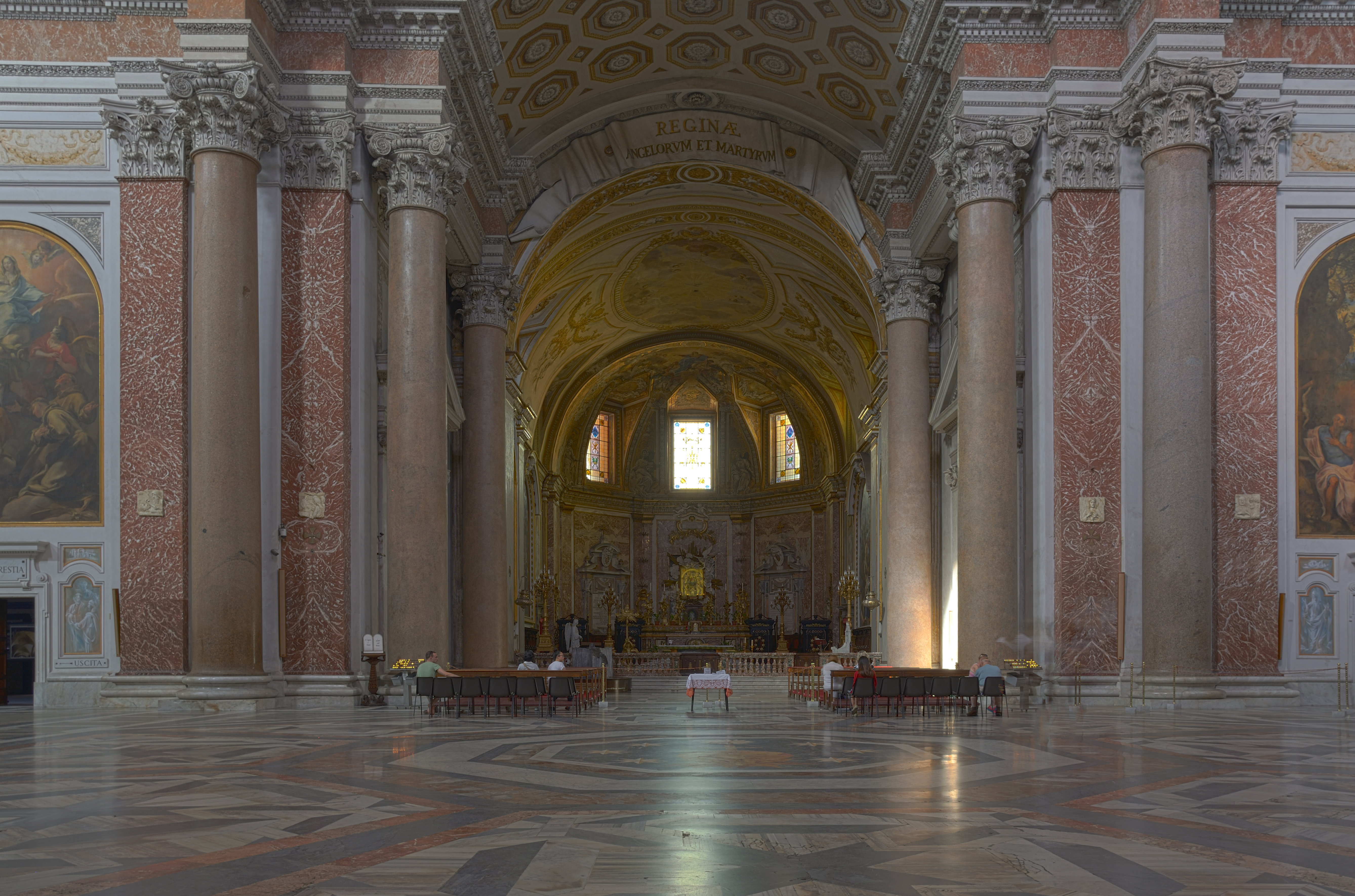
Il passaggio voltato

Oltre che al presbiterio immette anche a due cappelle, a destra vi è la Cappella di San Giacinto e a sinistra quella del Salvatore. Entrambe sono state ammodernate dal Vanvitelli con chiara ispirazione michelangiolesca, con la differenza che al posto di un vano architravato le paraste inquadrano un ingresso arcuato chiuso da cancelli in ferro battuto con borchie in ottone e palme dorate realizzate su progetto sempre del Vanvitelli. L'arco ribassato che immette al passaggio dalla volta a crociera è adornato da due angeli, mentre la parte opposta, verso il presbiterio, è adornata da un cartiglio con la scritta Reginae Angelorum et Martyrum. La ricchezza ornamentale serve per mascherare le varie altezze dei vari vani di accesso. La volta del passaggio è a cassettoni come quella del vestibolo.

#### Cappelle del passaggio voltato verso il presbiterio
Cappella di San Giacinto
Fu eretta per volontà di Alessandro Litta nel 1608. Sull'altare vi è un dipinto di Giovanni Baglione. Ai lati sono dipinti dei santi tra cui Santa Cecilia e Francesco d'Assisi che riceve le stigmate. Nella volta sono raffigurati Dio e gli angeli.
Cappella del Salvatore
Questa cappella è la più antica della chiesa, in quanto risale al 1574. Dapprima appartenne alla famiglia De Cinque, poi ai Catalani come attestano i due stemmi ai due lati. A quest'ultima famiglia appartenne Matteo Catalani che scrisse Historia dell'erettione della chiesa di Santa Maria degli Angeli in Roma nelle Terme diocletianae, composta verso il primo decennio del XVII secolo. Sulla parete di destra viene ricordato il beneficio concesso dal papa Gregorio VII di indulgenze per i membri della Confraternita dei Sette Angeli. Le decorazioni sull'altare ritraggono L'incarnazione di Gesù e L'adorazione dei sette angeli dipinte da Domenico da Modena, mentre i ventiquattro quadretti illustranti le storie di Cristo sono attribuiti a Hendrik van der Boeck, che nell'ultimo quarto del XVI secolo ha dipinto la volta con Dio e San Michele Arcangelo. Sulle pareti laterali si possono ammirare le Anime del purgatorio e il Pontefice orante di Giulio Mazzoni detto il Piacentino. In quest'ultimo quadro si possono riconoscere personaggi della fondazione di questa chiesa e i membri della confraternita dei Sette Angeli, tra vi sono Pio IV, l'imperatore Carlo V, Margherita d'Austria, Vittoria Colonna, Vittoria Farnese della Rovere con la figlia Lucrezia Farnese della Rovere, e Girolama Orsini Farnese.

### Presbiterio

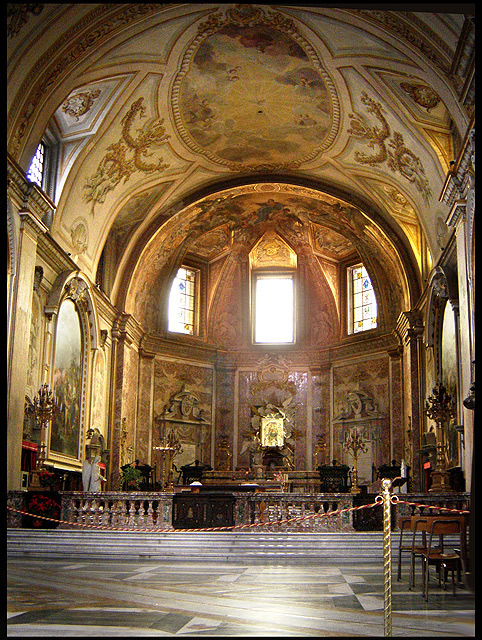
Il presbiterio

Il presbiterio si propone nella forma progettata dall'architetto Clemente Orlandi, mentre il coro è stato progettato dal Vanvitelli che curò anche la decorazione di tutto l'insieme presbiterale. L'architetto diede forme poligonali all'abside al cui centro si trova l'altare maggiore, analoga a quella da lui stessa progettata per la chiesa della Reggia di Caserta. Il crescendo decorativo venne troncato nel 1867 quando l'altare fu spostato per fare spazio al coro. Quest'ultimo è protetto da un'inferriata metallica decorata con le sigle e le stelle certosine dorate e i cancelli a forma di arpa di Angelo Santini. Gli ornamenti del cancello sono stati progettati da Giuseppe della Riccia. Poco prima di arrivare all'altare si notano due opere di Innocenzo Orlandi del 1866: L'angelo con l'aquila e la Cattedra, quest'ultima è sorretta da un toro e da un leone, così le due opere rappresentano gli evangelisti.

#### Dipinti del presbiterio
Presentazione di Maria al tempio
Questo dipinto è stato realizzato da Giovanni Francesco Romanelli.
Martirio di San Sebastiano
Questo dipinto è stato realizzato dal Domenichino con la tecnica a olio su muro per la Basilica Vaticana. Subì qualche danno durante le operazioni di distacco dalla sede precedente.
Madonna in trono fra i sette angeli e abside
Nell'abside pentagonale, dipinta di rosso, vi sono due porte sovrastate dai busti di Carlo Borromeo e del papa Pio IV e due lastre commemorative del pontefice e del cardinale Serbelloni (il primo titolare della chiesa). Al centro, entro una gloria di angeli e cherubini scolpita da Bernardino Ludovisi, vi è il quadro con la Madonna degli Angeli che Antonio Del Duca fece realizzare a Venezia nel 1543. L'autore è sconosciuto, anche se lo stile lascia ricondurre a Lorenzo Lotto. La Madonna è raffigurata nell'atto di allattare Gesù e perciò chiamata Madonna del latte. Gli arcangeli Michele (a sinistra) e Gabriele (a destra) sorreggono la corona sulla testa della Vergine Maria; tutti gli arcangeli sorreggono i cartigli con su scritti i loro compiti.
Battesimo di Gesù
Questo quadro è stato dipinto da Carlo Maratta. Fu uno dei primi che Benedetto XIII fece trasportare dalla Basilica Vaticana nel luogo odierno. Maratta, anche se dipinse in tarda età questo quadro, non denota segni di stanchezza artistica; di fatto i due personaggi principali raffigurati, Giovanni Battista e Gesù, sono evidenziati da una cromia e luminosità dagli altri personaggi raffigurati, gli angeli. Essendo Maratta allievo di Andrea Sacchi, si denota nel quadro una certa influenza della scuola di Correggio.
Morte di Anania e Safira
Questo dipinto è stato realizzato dal Pomarancio per la Basilica Vaticana nel 1604. Il dipinto è in stile manieristico tardo-cinquecentesco.

#### Cappella Cybo o delle reliquie
Venne fatta erigere nel 1742 dal cardinale Camillo Cybo per custodire le reliquie inerenti alla storia della costruzione delle terme, a queste aggiunse le reliquie di dottori della chiesa: Girolamo, Ambrogio, Agostino e Gregorio che custodiva nel suo palazzo. Le decorazioni della cappella sono di Nicola Ricciolini.

#### Altare ligneo con la deposizione
La mensa eucaristica consta di paliotto bronzeo che raffigura la deposizione di Umberto Mastroianni. La scultura, eseguita nel 1928, rientra nella prima maniera dell'artista, prima che egli stesso arrivasse a produrre delle opere futuriste e astratte, e presenta un chiaroscuro molto evidente.

#### Cappella dell'Epifania (o coro dei certosini)
Dal portale a sinistra dell'altare si può accedere all'odierna sacrestia con volta semicilindrica. Da questa sala si può raggiungere la sacrestia michelangiolesca, che negli anni 1720-1730 assunse l'aspetto odierno con la volta a padiglione riservata a coro dei certosini. Questo coro, dapprima nel presbiterio, fu trasportato in questa nuova sede per volontà del papa Benedetto XIII. Il nuovo coro dei padri certosini fu consacrato dallo stesso pontefice il 6 ottobre del 1727. Su questo coro è posto un quadro in stile rinascimentale con lo stesso tema. Da questo momento in poi la cappella si chiamò con il nome attuale. Prima di essere arredata con l'altare questa sala venne decorata con una decorazione tardo barocca del pittore Luigi Garzi, raffigurante le scene di vita di San Brunone.

## Organi a canne

### Organo della Cappella di San Bruno

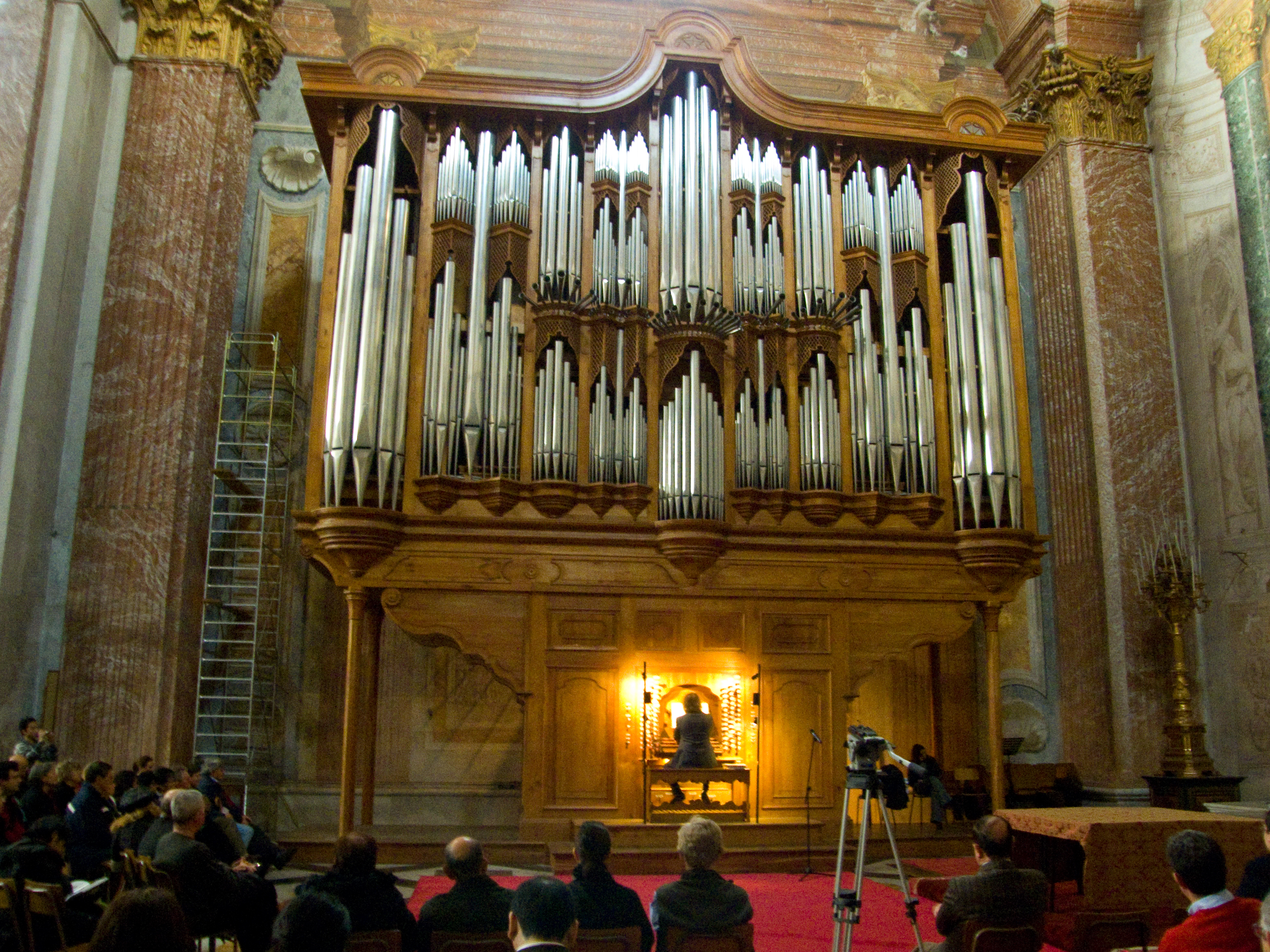
Organo di Santa Maria degli Angeli, Concerto di Natale 2009

La parete di sinistra della Cappella di San Bruno ospita l'organo costruito intorno al 1990 da Bartolomeo Formentelli e inaugurato in occasione del giubileo del 2000. È composto da 77 registri disposti su quattro tastiere, ognuna di 56 note, e pedaliera dritta di 30; la sua trasmissione è integralmente meccanica. Lo strumento, originariamente destinato alla Basilica di Santa Maria in Aracoeli e solo in seguito collocato nella Basilica di Santa Maria degli Angeli e dei Martiri, è stato realizzato ispirandosi ai dettami della scuola organaria francese. La cassa è stata costruita in legno massello di ciliegio, noce e castagno, e accoglie all'interno le 5400 canne di stagno e legno lavorate a mano che costituiscono il corpo fonico dello strumento.

### Organo del presbiterio
Nella conca dell'abside, celato dall'altare maggiore, vi è un organo a canne, costruito nel 1913 da Giovanni Tamburini. Si tratta di un piccolo strumento con somiere a doppio scompartimento comandato da una consolle con due tastiere di 58 note ciascuna e una pedaliera di 30. La trasmissione originaria è pneumatica ma è stata aggiunta una integralmente elettrica.